# 薩帕雷瓦巴尼亞市鎮
薩帕雷瓦巴尼亞市是保加利亞丘斯滕迪爾州的一個市鎮，首府設於薩帕雷瓦巴尼亞。截至2021年9月7日，該市有5個定居點，總人口為6,691。